# Catharina Heckel
Catharina Heckel, född 1699, död 1741, var en tysk konstnär etsare och gravör. 
Hon finns representerad på Nationalmuseum. 